# J-League de 2004
A J-League de 2004 foi a 12º edição da liga de futebol japonesa profissional J-League. Foi iniciada em março e com término em novembro de 2004.
O campeonato teve 16 clubes. O Yokohama F. Marinos foi o campeão, sendo o vice Jubilo Iwata.

## Classificação Geral
| #  | Equipa                  | J  | V  | E  | D  | GP | GC | SG  | Pts | Classificação                                          |
| -- | ----------------------- | -- | -- | -- | -- | -- | -- | --- | --- | ------------------------------------------------------ |
| 1  | Yokohama F. Marinos (C) | 30 | 17 | 8  | 5  | 47 | 30 | +17 | 59  | Qualificado para AFC Champions League de 2005          |
| 2  | Urawa Red Diamonds      | 30 | 19 | 5  | 6  | 70 | 39 | +31 | 62  |                                                        |
| 3  | Gamba Osaka             | 30 | 15 | 6  | 9  | 69 | 48 | +21 | 51  |                                                        |
| 4  | JEF United Ichihara     | 30 | 13 | 11 | 6  | 55 | 45 | +10 | 50  |                                                        |
| 5  | Júbilo Iwata            | 30 | 14 | 6  | 10 | 54 | 44 | +10 | 48  | Qualificado para AFC Champions League Fase de grupos 1 |
| 6  | Kashima Antlers         | 30 | 14 | 6  | 10 | 41 | 31 | +10 | 48  |                                                        |
| 7  | Nagoya Grampus Eight    | 29 | 12 | 8  | 9  | 49 | 43 | +6  | 44  |                                                        |
| 8  | FC Tokyo                | 30 | 10 | 11 | 9  | 40 | 41 | −1  | 41  |                                                        |
| 9  | Tokyo Verdy 1969        | 30 | 11 | 6  | 13 | 43 | 46 | −3  | 39  |                                                        |
| 10 | Albirex Niigata         | 30 | 10 | 7  | 13 | 47 | 58 | −11 | 37  |                                                        |
| 11 | Vissel Kobe             | 30 | 9  | 9  | 12 | 50 | 55 | −5  | 36  |                                                        |
| 12 | Sanfrecce Hiroshima     | 30 | 6  | 13 | 11 | 36 | 42 | −6  | 31  |                                                        |
| 13 | Oita Trinita            | 30 | 8  | 6  | 16 | 35 | 56 | −21 | 30  |                                                        |
| 14 | Shimizu S-Pulse         | 30 | 7  | 8  | 15 | 37 | 53 | −16 | 29  |                                                        |
| 15 | Cerezo Osaka            | 30 | 6  | 8  | 16 | 42 | 64 | −22 | 26  |                                                        |
| 16 | Kashiwa Reysol (O)      | 30 | 5  | 10 | 15 | 29 | 49 | −20 | 25  | 2004 Promoção/Relegação Series                         |

Última atualização em November 28, 2004
Fonte: J. League Division 1 first stage, J. League Division 1 second stage
Regras para classificação: 1º pontos; 2º saldo de gols; 3º gols pró.
1 Júbilo Iwata qualified to 2005 ACL e vencedor da Copa do Imperador.
(C) = Campeão; (R) = Rebaixado; (P) = Promovido; (O) = Vencedor do play-off; (A) = Classificado para a próxima fase. 
Somente aplicável se a temporada não tiver terminado: 
(Q) = Classificado para a fase do torneio indicada; (TQ) = Classificado para o torneio, mas não para a fase indicada; (DQ) = Desclassificado do torneio.

## Artilheiros
| Ranking | Jogador       | Clube                | Gols |
| ------- | ------------- | -------------------- | ---- |
| 1       | Emerson       | Urawa Red Diamonds   | 27   |
| 2       | Masashi Oguro | Gamba Osaka          | 20   |
| 3       | Ryūji Bando   | Vissel Kobe          | 17   |
| 3       | Marques       | Nagoya Grampus Eight | 17   |
| 5       | Rodrigo Gral  | Júbilo Iwata         | 16   |
| 6       | Yoshito Ōkubo | Cerezo Osaka         | 15   |
| 6       | Edimilson     | Albirex Niigata      | 15   |
| 8       | Marquinhos    | JEF United Ichihara  | 12   |
| 8       | Ahn Jung-Hwan | Yokohama F. Marinos  | 12   |
| 10      | Lucas         | FC Tokyo             | 11   |
| 10      | Magno Alves   | Oita Trinita         | 11   |